# La línea paterna
La línea paterna és un documental mexicà estrenat a l'agost de 1995 dirigit per Marisa Sistach i José Buil que mostra a un cineasta qui recupera fotos i pel·lícules filmades pel seu avi a Papantla, Veracruz (Mèxic) en els anys 20 i 30 del segle XX.

## Sinopsi
El 1992 el director José Buil va trobar a casa del seu avi molts rotllos de filmacions familiars en bon estat fetes amb una càmera Pathé Baby de 9,5 mm en les dècades del 1920 i 1930 i que majoritàriament corresponen a escenes familiars i costumistes. Durant el procés de producció del documental va morir el pare de José Buil, de manera que el documental mostra com tornen d'entre els morts les persones estimades amb la veu en off del propi director.

## Protagonistes
- Ricardo Yáñez
- Familia Buil Güemes i descendents
- Voladors de Papantla
- Pía
- Emiliano Huitzilín Buil

## Premis
En la XXXVIII edició dels Premis Ariel va tenir dotze nominacions i sis premis.
| 1996 | La línaa paterna | Millor documental        | Guanyador |
| 1996 | José Buil        | Millor argument original | Guanyador |
| 1996 | José Buil        | Millor guió adaptat      | Guanyador |